# Basketbalkaarten

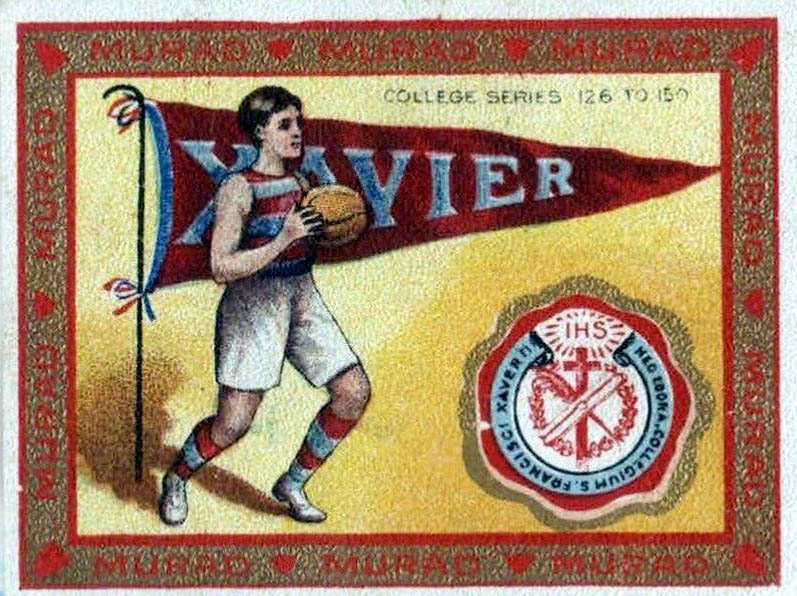
Een van de eerste basketbalkaarten uitgegeven in 1910 door Murad Cigarettes, met Xavier College

Een basketbalkaart is een soort ruilkaart met betrekking tot basketbal, gewoonlijk gedrukt op karton, zijde, of plastic. Op deze kaarten staan één of meer spelers van de National Basketball Association, National Collegiate Athletic Association, Olympisch basketbal, Women's National Basketball Association, Women's Professional Basketball League, of een ander basketbal-gerelateerd thema.
Enkele noemenswaardige producerende bedrijven zijn Panini Group (heden), Bowman Gum en Topps (vroeger).

## Geschiedenis

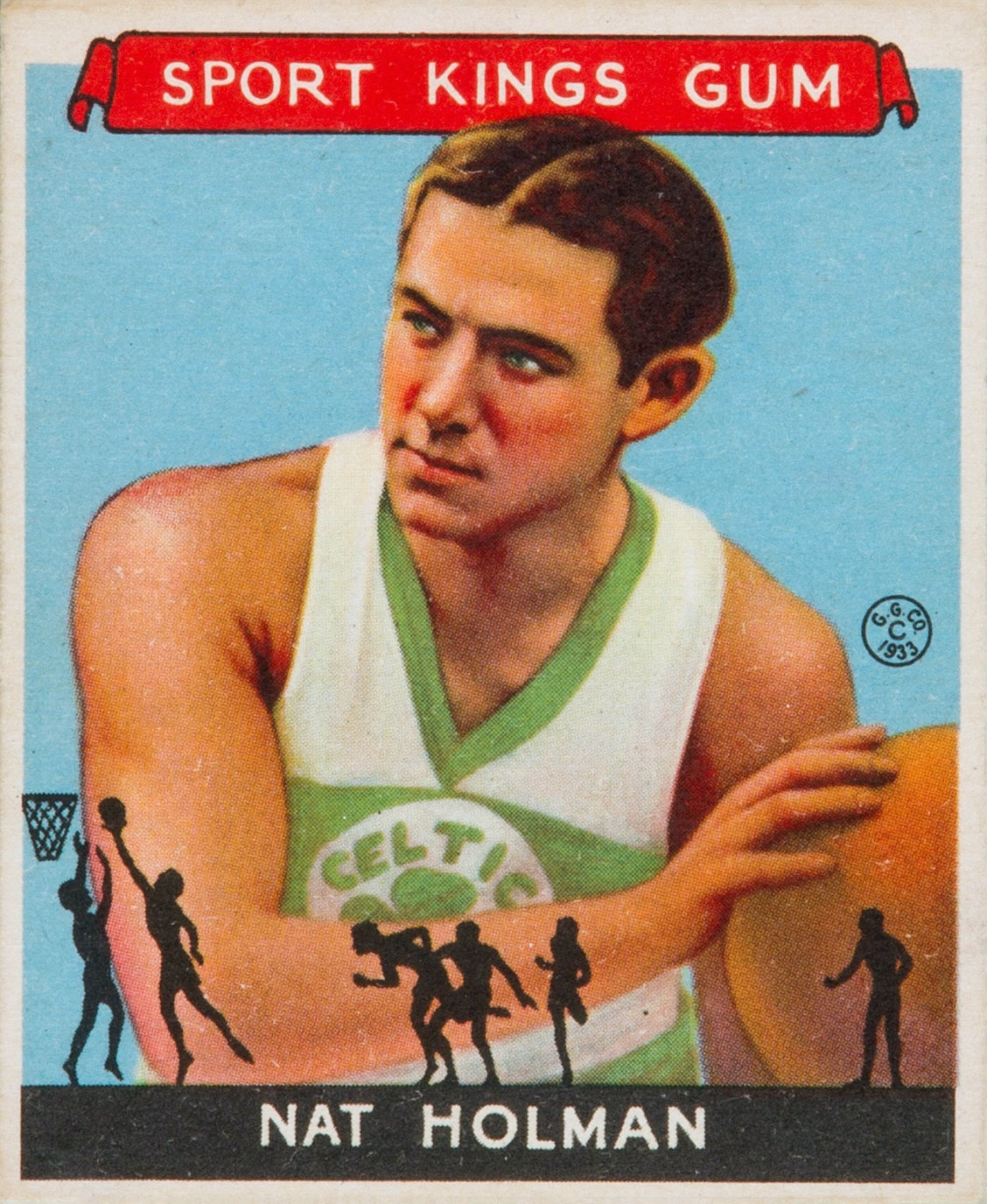
Nat Holman op een Goudey-kaart van 1933

De eerste basketbalkaarten werden geproduceerd in 1910, in een serie die gecatalogiseerd werd als College Athlete Felts B-33. De complete serie omvatte tien verschillende sporten, waarvan slechts 30 kaarten verband hielden met basketbal. De kaarten werden uitgegeven als een premie voor het inwisselen van sigaretten door het aantal pakjes dat nodig was om de tabakskaarten in te wisselen.
De volgende serie basketbalkaarten werd uitgegeven in 1911, in twee afzonderlijke series, T6 College Series, van ongeveer 15 bij 20 cm, en T51 College Series, van ongeveer 5 bij 7,5 cm. Deze series omvatten een verscheidenheid aan sporten, waarbij slechts 6 kaarten in verband werden gebracht met basketbal. Eén kaart uit de T6 serie, en vijf kaarten uit de T51 serie. Beide series werden in twee variaties geproduceerd; de ene met de tekst College Series, de andere met de tekst 2nd Series. De kaarten werden verkregen in ruil voor vijftien Murad sigaretten-coupons. Het aanbod liep af op 30 juni 1911.

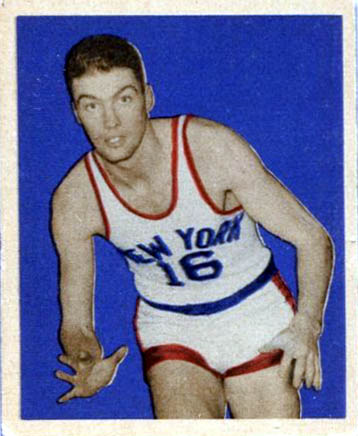
Bud Palmer afgebeeld op de Bowman basketbal-set uit 1948

Basketbalkaarten werden niet meer gezien tot 1932, toen C.A. Briggs Chocolate een set met 31 kaarten uitgaf die meerdere sporten bevatte. In ruil voor een complete set kaarten, bood Briggs een honkbaluitrusting aan. Het aantal basketbalkaarten in de set is niet bekend.
Bowman Gum produceerde de eerste NBA-kaarten, te beginnen in 1948, en bracht een 72-delige set uit met daarin de George Mikan rookiekaart. Een ander Amerikaans bedrijf, Topps, begon kaarten te produceren in 1958, en keerde terug naar de productie in 1969-70. Fleer beleefde zijn hoogtepunt in 1961-62, en keerde terug in 1986-87, om de basketbalkaarten industrie nieuw leven in te blazen door een set uit te brengen die de rookiekaarten van Michael Jordan en Charles Barkley bevatte. Deze set wordt door veel basketbalkaartverzamelaars gezien als de 1952 Topps of basketball. In de jaren 1990/2000, produceerden verschillende bedrijven basketbalkaarten, waaronder Topps, Fleer, en Upper Deck.
In 2009 gaf de NBA de rechten voor de productie en verkoop van basketbalkaarten in licentie aan de Italiaanse Panini Group, die de enige licentiegever voor de competitie en de spelers werd. Panini is sindsdien NBA-licentiehouder.